# Aurelio López Azaustre
Aurelio López Azaustre (Granada, 3 de septiembre de 1925 - Granada, 15 de mayo de 1988) fue un escultor e imaginero.

## Biografía
A partir de los 15 años trabajó en los talleres de escultura granadinos de José Navas-Parejo (a la sazón pariente suyo), Eduardo Espinosa Cuadros y Domingo Sánchez Mesa. En 1940 ingresó en la Escuela de Artes y Oficios y luego viajó a Madrid para trabajar con el escultor José Planes. En 1956 obtuvo el título de maestro imaginero en la Escuela Superior de Bellas Artes Santa Isabel de Hungría de Sevilla. En 1958 ganó por concurso oposición la plaza de tallista de madera en la Escuela de Artes Aplicadas y Oficios Artísticos de Valencia, que es la actual Escuela Superior de Diseño de Valencia. Además de muchas esculturas de arte sacro para hermandades e iglesias, en 1974 realizó un monumento público a los Reyes Magos en Ibi, provincia de Alicante.
Tiene una calle rotulada a su nombre en Granada.